# 道峰女子中学生集団性的暴行事件
道峰女子中学生集団性的暴行事件（トボン じょしちゅうがくせい しゅうだんせいてきぼうこうじけん）とは、大韓民国ソウル特別市道峰区で2011年9月に起きた、高校生10人が女子中学生2人を酔わせた後、人けのない場所に連れていって集団強姦し、その8日後に再び被害者たちを脅迫して同じ場所で高校生22人で性的暴行した事件。

## 概要
2016年6月28日にソウルの道峰区の男子高校生が女子中学生への集団性的暴行していたことが5年後に発覚した事件。2011年9月初め、当時中学生だった少女二人が男子高校生4人に飲酒を見られたことで「学校に知らされたくなければ飲み会に付き合え」と脅迫・山に呼び出されて気を失うまで酔わされ男10人に少女らは強姦された。この約1週間後に再び少女らを呼び出して、男友達の高校生22人で「逆らえば両親を殺す」と脅して性的暴行を加えていた。 警察は当初から犯行の事実を把握していたが、2016年3月に少女らが告訴状を提出したことで容疑者4人を拘束、他12人に対しては兵役服務中のため軍内での調査を始めた。残り6人は犯行幇助・未遂などの疑惑で捜査を開始した。

## 判決
2017年に22人中特殊強姦により起訴された11人のうち、4人に対して懲役5-7年の実刑判決と性的暴行治療プログラム80時間の履修、4人と共に在宅起訴された7人のうち2人に対しては性的暴行を試みたが被害者の抵抗により未遂だったとし懲役3年、執行猶予5年と性的暴行治療プログラム80時間、社会奉仕200時間、残りの5人については共謀したとするには証拠不足との理由で無罪が言い渡された。判決が言い渡されると有罪だった被告らは裁判長に向かって罵詈雑言を浴びせ、被告人席を蹴るなど騒動を起こしたため、法廷から別の場所に連行された。被告の親達らは法廷を出るとすぐ控訴することを表明した。